# ГЕС Шіроро
ГЕС Шіроро — гідроелектростанція у північній частині Нігерії, споруджена на річці Кадуна (велика ліва притока Нігеру, що відноситься до басейну Гвінейської затоки). Після завершення ГЕС Зунгеру буде становити верхній ступінь у каскаді.
Для роботи станції річку за 80 км на південний захід від центру однойменного штату міста Кадуна перекрили греблею. Ця земляна споруда з бетонним облицюванням з боку водосховища має висоту 115 метрів, довжину 700 метрів та товщину від 7,5 до 300 метрів. Вона утримує водосховище із площею поверхні 320 км2 та об'ємом 7 млрд м3.
Розташований біля греблі машинний зал в 1989—1990 роках обладнали чотирма турбінами типу Френсіс одиничною потужністю по 150 МВт, які працюють при напорі від 70 до 110 метрів (номінальний 97 метрів).
У 2013-му станцію передали в концесію на 30 років компанії Shiroro Hydro Power Station. Важливим завданням для концесіонера став ремонт пошкодженого водоводу одного з гідроагрегатів, що знижувало потужність ГЕС до 450 МВт.